# Spathalium helios
Spathalium helios är en insektsart som beskrevs av Rehn, J.A.G. 1918. Spathalium helios ingår i släktet Spathalium och familjen Ommexechidae. Inga underarter finns listade i Catalogue of Life.